# Goutrens
Goutrens è un comune francese di 488 abitanti situato nel dipartimento dell'Aveyron nella regione dell'Occitania.
Il suo territorio comunale ospita le sorgenti del fiume Alzou.

## Società

### Evoluzione demografica
Abitanti censiti